# Elsinore (Utah)

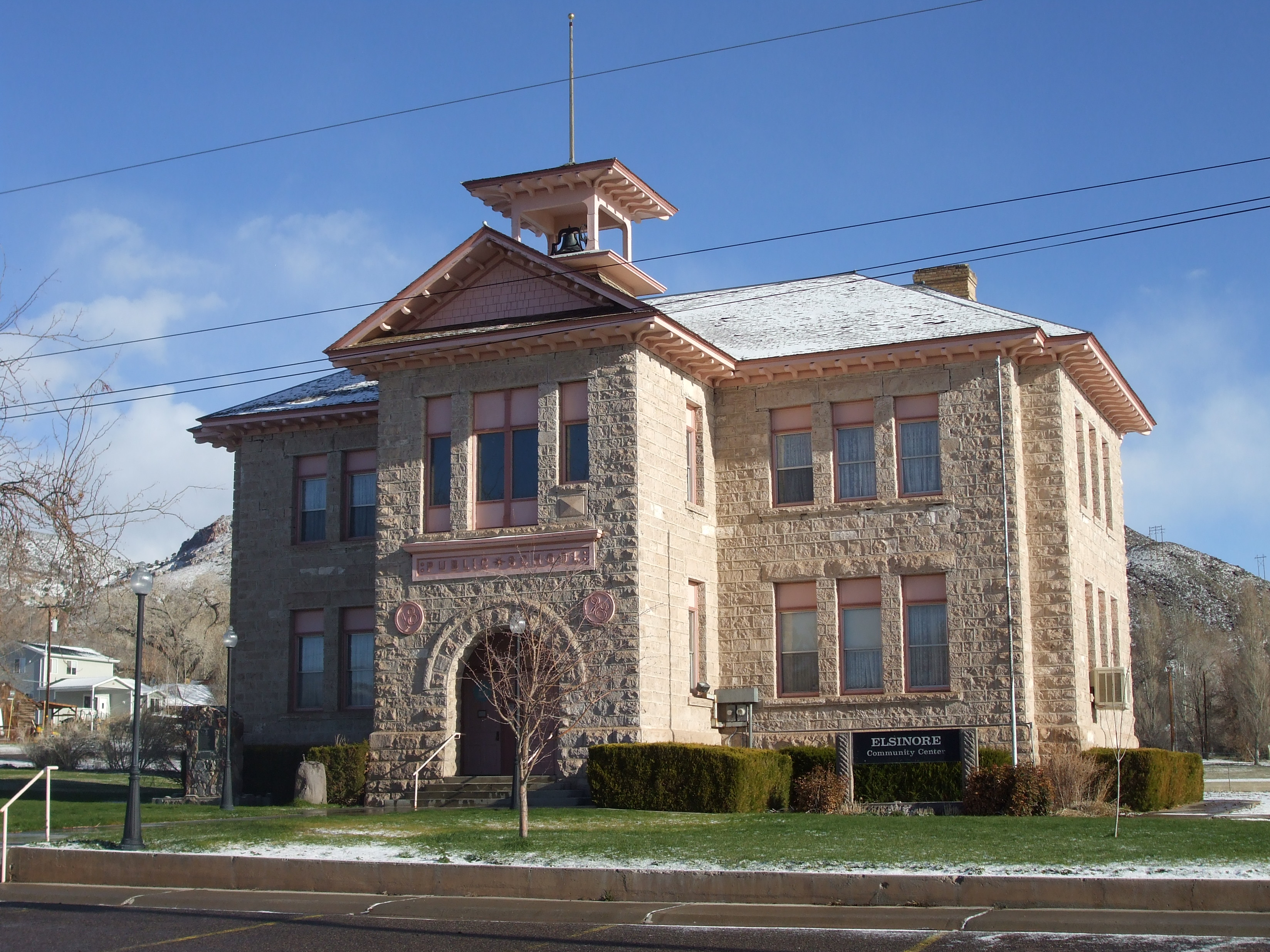
The Elsinore White Rock Schoolhouse, un edificio histórico en Elsinore, Utah, Estados Unidos.

Elsinore es una localidad del condado de Sevier, estado de Utah, Estados Unidos. 

## Geografía
Elsinore se encuentra en las coordenadas 38°41′4″N 112°8′51″O / 38.68444, -112.14750.
Según la oficina del censo de Estados Unidos, la población tiene una superficie total de 3,3 km². No tiene superficie cubierta de agua.

## Demografía
Según el censo de 2000, había 733 habitantes, 261 casas y 196 familias residían en la localidad. La densidad de población era 224,6 habitantes/km². Había 287 unidades de alojamiento con una densidad media de 87,9 unidades/km².
La máscara racial de la ciudad era 95,50% blanco, 0,14% afroamericano, 1,36% indio americano, 0,27% asiático, 0,95% de otras razas y 1,77% de dos o más razas. Los hispanos o latinos de cualquier raza eran el 2,59% de la población.
Había 261 casas, de las cuales el 40,6% tenía niños menores de 18 años, el 59,8% eran matrimonios, el 13,0% tenía un cabeza de familia femenino sin marido, y el 24,9% no eran familia. El 23,4% de todas las casas tenían un único residente y el 13,4% tenía sólo residentes mayores de 65 años. El promedio de habitantes por hogar era de 2,81 y el tamaño medio de familia era de 3,33.
El 33,4% de los residentes era menor de 18 años, el 10,4% tenía edades entre los 18 y 24 años, el 23,2% entre los 25 y 44, el 19,6% entre los 45 y 64, y el 13,4% tenía 65 años o más. La media de edad era 30 años. Por cada 100 mujeres había 88,9 hombres. Por cada 100 mujeres de 18 años o más, había 85,6 hombres.
El ingreso medio por casa en la localidad era de 27.917$, y el ingreso medio para una familia era de 36.250$. Los hombres tenían un ingreso medio de 30.208$ contra 16.705$ de las mujeres. Los ingresos per cápita para la ciudad eran de 12.523$. Aproximadamente el 16,2% de las familias y el 20,5% de la población estaban por debajo del nivel de pobreza, incluyendo el 30,3% de menores de 18 años y el 10,2% de mayores de 65.
- Datos: Q483651
- Multimedia: Elsinore, Utah / Q483651